# (8558) Hack
(8558) Hack ist ein Asteroid des Hauptgürtels, der am 1. August 1995 von den italienischen Astronomen Luciano Tesi und Andrea Boattini am Osservatorio Astronomico della Montagna Pistoiese (IAU-Code 104) in der Toskana entdeckt wurde.
Der Asteroid wurde nach der italienischen Astrophysikerin und Wissenschaftsjournalistin Margherita Hack (* 1922; † 2013) benannt, die von 1964 bis 1987 das Astronomische Observatorium Triest leitete.